# Pizjevka
Pizjevka (ryska: Пижевка) är ett vattendrag i Belarus.   Det ligger i voblasten Vitsebsks voblast, i den norra delen av landet, 230 km norr om huvudstaden Minsk.
I omgivningarna runt Pizjevka växer i huvudsak blandskog. Runt Pizjevka är det glesbefolkat, med 8 invånare per kvadratkilometer.